# Erica Sturdefant
Erica Sturdefant (* 1991 in Springfield, Greene County, Missouri) ist eine US-amerikanische Schauspielerin und Model.

## Leben
Nach ihrem Schulabschluss besuchte Sturdefant die Lindenwood University, die sie mit einem Bachelor in Psychologie abschloss. Sie hat einen Bruder und wuchs mit Leistungssport auf. 2010 wurde sie zur Miss Missouri Teen USA gekürt, 2014 folgte der Titel Miss Missouri USA.
2015 debütierte sie in dem Spielfilm The Right Eye 2 in einer Nebenrolle als Filmschauspielerin. In den nächsten Jahren folgten überwiegend Rollenbesetzungen in verschiedenen Kurzfilmen. 2019 übernahm sie in dem Tierhorrorfilm Zoombies 2 – Die Rache der Tiere die weibliche Hauptrolle. 2020 hatte sie eine Rollenbesetzung in dem Fernsehfilm Stalked by My Husband's Ex.

## Filmografie
- 2015: The Right Eye 2
- 2017: The Informant (Kurzfilm)
- 2017: Tough Love (Kurzfilm)
- 2017: Need to Leave (Kurzfilm)
- 2018: Taking Out the Trash (Kurzfilm)
- 2018: Support System (Kurzfilm)
- 2018: Sweet Tooth (Kurzfilm)
- 2018: Love & Friendship (Kurzfilm)
- 2019: I Was Being Sarcastic (Kurzfilm)
- 2019: It Was the Worst (Kurzfilm)
- 2019: Zoombies 2 – Die Rache der Tiere (Zoombies 2)
- 2019: What Year (Kurzfilm)
- 2019: Miscommunication (Kurzfilm)
- 2019: Hidden Mother (Kurzfilm)
- 2020: Stalked by My Husband's Ex (Fernsehfilm)